# Associazione Sportiva Sambiase
La Nuova Società Dilettantistica Sambiase 2023, meglio nota come Sambiase, è una società calcistica italiana con sede a Lamezia Terme, in Calabria. Milita in Serie D, la quarta divisione del campionato italiano.

## Storia
Il club ha le sue origini nell'ex comune di Sambiase, che venne fuso con i comuni limitrofi di Nicastro e Sant'Eufemia Lamezia per creare Lamezia Terme nel 1968. Fondato nel 1923, esordì in Prima Divisione Calabria nella stagione 1948-49.
Nel 1952 la società fu esclusa da tutti i campionati a seguito di incidenti al termine di una partita con l'Oppido Mamertina.
Nel 1962 il club fu rifondato con la denominazione S.C. Sambiase. In seguito alla rifondazione, il club visse una serie di stagioni dai risultati altalenanti, fino alla promozione in Serie D sotto la guida dei presidenti Costabile e Misuraca e di Thomas De Pietri e Marcello Pasquino: questo periodo durò dal 1984 al 1989.
Dopo aver perso la finale dei playoff nazionali di Eccellenza nel 2003 contro l'Avezzano, il club è tornato in Serie D nel 2009, finendo 10º nella stagione 2009-10, 4° in quella 2010-11 e 10° in quella 2011-12. Nella stagione 2020-21 vince il campionato di Eccellenza Calabria con l'allenatore Danilo Fanello. Nell'estate del 2021 il titolo del Sambiase viene ceduto al presidente della Vigor Lamezia Felice Saladini, che fonda una nuova società denominata “F.C. Lamezia Terme” (nata dall'unione delle due squadre rivali del lametino, Sambiase e Vigor Lamezia), scioltasi dopo 2 partecipazioni alla Serie D il 2 novembre 2023.
In seguito ad uno scambio di titoli tra il Sambiase e la concittadina Promosport, avendo quest'ultima il titolo di Eccellenza, il Sambiase ritorna nella massima categoria regionale nella stagione 2023-24. Termina la stagione 2023-24 con il 1° posto in classifica e la vittoria del titolo, sotto la guida dell'allenatore Claudio Morelli.
Il 17 luglio 2024 ufficializza l'iscrizione al campionato di Serie D 2024-25.

## Cronistoria
Di seguito la cronistoria del Sambiase.

## Colori e simboli

### Colori
I colori della maglia del Sambiase sono tradizionalmente il giallo e il rosso a righe verticali. La divisa in seconda è solitamente a tinta unica bianca.

### Simboli ufficiali

#### Stemma
Il simbolo del Sambiase è uno scudo dai motivi dorati. All'interno, su sfondo rispettivamente giallo, rosso e bianco, troviamo due torri e il Bastione di Malta, simboli del territorio.

#### Inno
L'inno, risalente agli anni '80, è intitolato "Forza Sambiase".

#### Mascotte
Dal ritorno in Eccellenza del 2023 vi è il richiamo all'Araba Fenice, denominata talvolta "Fenice Giallorossa".

## Strutture

### Stadio
Il Sambiase gioca le partite casalinghe allo stadio Gianni Renda, con saltuarie apparizioni allo Stadio Guido D'Ippolito e al Rocco Riga. 
Attualmente sono previsti lavori di ampliamento delle tribune del Renda che dovrebbero portare l'impianto ad una capienza di circa 2000 persone.
Nella stagione 2024-25 disputerà le partite casalinghe al Guido D'Ippolito.

### Centro di allenamento
Gli allenamenti si svolgono presso l'impianto sportivo Gianni Renda. Sono stati utilizzati negli anni, all'occorrenza, altri impianti del territorio lametino.

## Società

### Organigramma societario
- Folino Raso Angelo - Presidente e amministratore unico
- Porpora Gennaro - Direttore tecnico
- Mazzei Antonio - Direttore sportivo
- Samele Nicola - Collaboratore della gestione sportiva

### Sponsor
Di seguito la cronologia di fornitori tecnici e sponsor del Sambiase.
| Cronologia degli sponsor tecnici - 2018-2021 eye sport - 2023- Kappa |

### Settore giovanile
Il Sambiase compete a livello giovanile con le squadre: Juniores Regionali U19, Allievi Regionali U17 e Giovanissimi Regionali U15. 
Nella stagione 2018-19 la formazione Juniores si aggiudica il titolo di campione regionale battendo in finale per 2-1 il Bocale.

## Allenatori e presidenti
Il primo presidente fu Luigi Fronda. Il più longevo fu il Dott. Francesco Montesanti, ai vertici della squadra per 30 anni. 
- 1942-1946  Luigi Fronda
- 1948-1949  Claudio Sonni
- 1949-1950  Pasquale Zaffina
- 1950-1951  Nicola Palaia
- 1951-1952  Vincenzo Esposito

- 1963-1964  Pino De Rosa
- 1964-1972  Francesco Montesanti
- 1972-1973  Francesco Porchia
- 1973-1975  Francesco Montesanti

- 2023-24  Angelo Folino Raso

Nella stagione 2020-21 il mister Danilo Fanello conduce la squadra alla vittoria del campionato di Eccellenza. Il risultato sarà poi bissato nel 2023-24 da mister Claudio Morelli, riconfermato per la stagione successiva.

## Calciatori

### Capitani
- Antonio Crucitti (2023-2024)
- Francesco Umbaca (2024-)

## Palmarès

### Competizioni regionali
- Eccellenza: 3

2008-2009, 2020-2021, 2023-2024
- Promozione: 1

1997-1998
- Supercoppa Calabria: 2

2008-2009, 2023-2024
- Prima Categoria: 1

1981-1982
- Prima Divisione: 2

1948-1949 (girone C), 1949-1950

## Statistiche e record

### Partecipazioni ai campionati nazionali
| Livello | Categoria                 | Partecipazioni | Debutto   | Ultima stagione | Totale |
| ------- | ------------------------- | -------------- | --------- | --------------- | ------ |
| 4º      | Serie D                   | 2              | 2024-2025 | 2025-2026       | 2      |
| 5º      | Serie D                   | 4              | 2009-2010 | 2012-2013       | 9      |
| 5º      | Campionato Interregionale | 5              | 1984-1985 | 1988-1989       | 9      |

### Statistiche Individuali
La coppia difensiva Strumbo - Colombatti, nella stagione 2023-24, risulta la coppia difensiva meno battuta d’Europa per le prime 5 categorie di ogni campionato, con sole 8 reti subite.

## Tifoseria

### Storia
Il gruppo principale di tifo organizzato è rappresentato dagli Ultras Sambiase 2001 (US'01), gruppo per l'appunto nato nel 2001 e che con il tempo è diventato il cuore pulsante del tifo giallorosso.

### Gemellaggi e rivalità
Attualmente gli ultras del Sambiase non intrattengono alcun gemellaggio ufficiale. In passato sono stati gemellati con la tifoseria della  Gioiese, rapporto nato nel 2003 e interrotto nel febbraio 2025.
Altri rapporti di amicizia sono sostenuti coi tifosi del Catanzaro, del  Noto, del Locri, del Rosarno, del Corigliano e del Siracusa.
Molto sentito è il derby cittadino con la Vigor Lamezia. Rivalità vi è anche coi tifosi della Rossanese, della Palmese e della Paolana.

### Libri
- Francesco Longo, ... A Sambiase c'era una volta il calcio, Lamezia Terme, Stampa Sud, 1998.

### Giornali
- Archivio della Gazzetta dello Sport, stagioni: 1948-1949, 1949-1950, 1950-1951, consultabile presso le Biblioteche:
  - Biblioteca Nazionale Braidense di Milano,
  - Biblioteca Nazionale Centrale di Firenze,
  - Biblioteca Nazionale Centrale di Roma,
  - Biblioteca Civica Berio di Genova,
  - e presso Emeroteca del C.O.N.I. di Roma (non è online ma è da consultare in sede).